# Apadrinhamento
O apadrinhamento é o termo utilizado para denotar a ação de alguém que seja padrinho ou madrinha, ambos indivíduos que se comprometem a cuidar de um ou mais menores de idade.
Sua origem remonta ao século II, com origem religiosa cristã, e a posteriori passou a obter significados distintos a depender da religião e do código civil. De acordo com a obra Corpus Juris Civilis, o sentido original do apadrinhamento é um serviço a ser realizado por um indivíduo que tenha uma dívida a quitar com o pai ou a mãe de uma determinada criança, sendo o apadrinhamento de uma ou mais crianças do casal, um tipo de tributo voluntário concedido à família do casal durante toda a vida.
Em Portugal, apadrinhamento civil é uma relação jurídica em que um indivíduo se compromete a cuidar de uma criança e sustentá-la sem adotá-la.
Existem os padrinhos de investidura, que têm como obrigação auxiliar seus afilhados a caminharem corretamente nas funções que exercem, seja ela qual for — não necessariamente religiosa.

## História
A origem do apadrinhamento remonta ao século II, com origem religiosa dentro do cristianismo, e a posteriori passou a obter significados distintos. O apadrinhamento foi primeiramente oficializado em Corpus Juris Civilis, e desde então passou a ter uma conotação de servidão voluntária (um tributo individual) que um indivíduo específico tem em relação a uma determinada família.

Por volta do século V, os apadrinhadores do sexo masculino foram referidos como "pais espirituais", e até o final do século sexto, ambos os sexos estavam sendo referidos como "compadres" e "comadres", sugerindo que estes estavam a ser visto como pais espirituais. Esse padrão foi marcado pela criação de barreiras jurídicas ao casamento, que em paralelo as outras formas de família.
Um decreto de Justiniano, datada de 530, proibiu o casamento entre um padrinho e sua afilhada, e essas barreiras continuaram a multiplicar-se até o século XI, que proíbe o casamento entre os pais naturais e espirituais, ou aqueles diretamente relacionados a elas.
Como surgiu a confirmação como um rito separado do batismo a partir do século VIII, um segundo conjunto de patrocinadores, com proibições similares, também surgiram. A extensão exata dessas relações espirituais, como deveria ser realizada cerimônia ao casamento no catolicismo, não estava claro até que o Concílio de Trento, que limitada, às relações entre os padrinhos, a criança e os pais.
O apadrinhamento continuou na Europa durante o feudalismo, como uma forma em que o servo ou o vassalo encontrava para quitar uma dívida com o suserano perante a Igreja, sendo este tributo a criação, os cuidados e a atenção a um dos filhos do casal a ser servido durante toda a vida.

## Catolicismo
A origem do apadrinhamento remonta ao século II, com origem religiosa dentro do cristianismo, e a posteriori passou a obter significados distintos. O apadrinhamento foi primeiramente oficializado em Corpus Juris Civilis, e desde então passou a ter uma conotação de servidão voluntária (um tributo individual) que um indivíduo específico tem em relação a uma determinada família.

Os padrinhos têm como papel religioso ensinar seu afilhado a trilhar os passos de Jesus, tanto no Batismo quanto no Crisma. No catolicismo, os padrinhos assumem o papel de segundo pai, sempre tendo o papel de presença na vida da família, tendo também o papel sempre de transmitir a sabedoria e o poder de aprender a sempre usar o potencial máximo de sua auto-estima.
Padrinhos e madrinhas são pais e mães espirituais, e no batismo têm como obrigação auxiliar os pais da criança, na sua educação religiosa; na Crisma, o padrinho deve ajudar o crismando a amadurecer para a fé.

## Religiões afro-brasileiras
Padrinho ou madrinha são termos usados na Umbanda para designar os pais e mães espirituais, também chamados de pai-de-santo ou mãe-de-santo, e exercem função de liderança e propriedade do centro de Umbanda. São as pessoas responsáveis pelo desenvolvimento dos médiuns e orientação espiritual, sendo auxiliados pela segunda pessoa, o pai-pequeno ou mãe-pequena.
No Xambá o termo é usado como equivalente à segunda pessoa do terreiro (pai-pequeno ou mãe-pequena).